# Sergente Romano

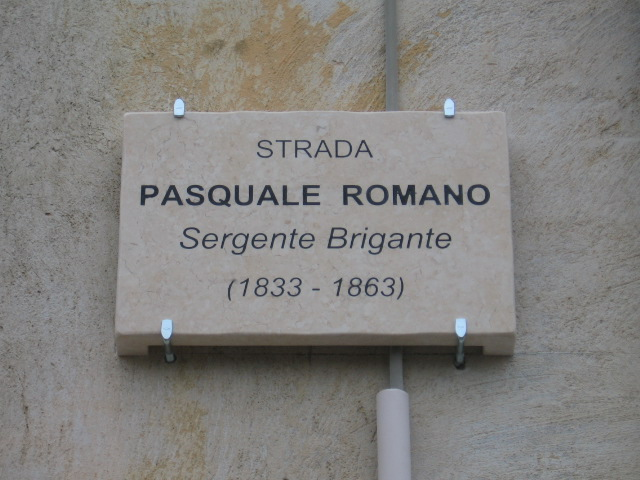
Strada dedicata a Pasquale Romano a Villa Castelli (BR).

Pasquale Domenico Romano, noto come sergente Romano (Gioia del Colle, 26 settembre 1833 – Gioia del Colle, 5 gennaio 1863), è stato un militare e brigante italiano, dapprima ufficiale dell'Esercito delle Due Sicilie e in seguito a capo di una formazione legittimista borbonica nell'ambito del grande brigantaggio post-unitario.

## Biografia

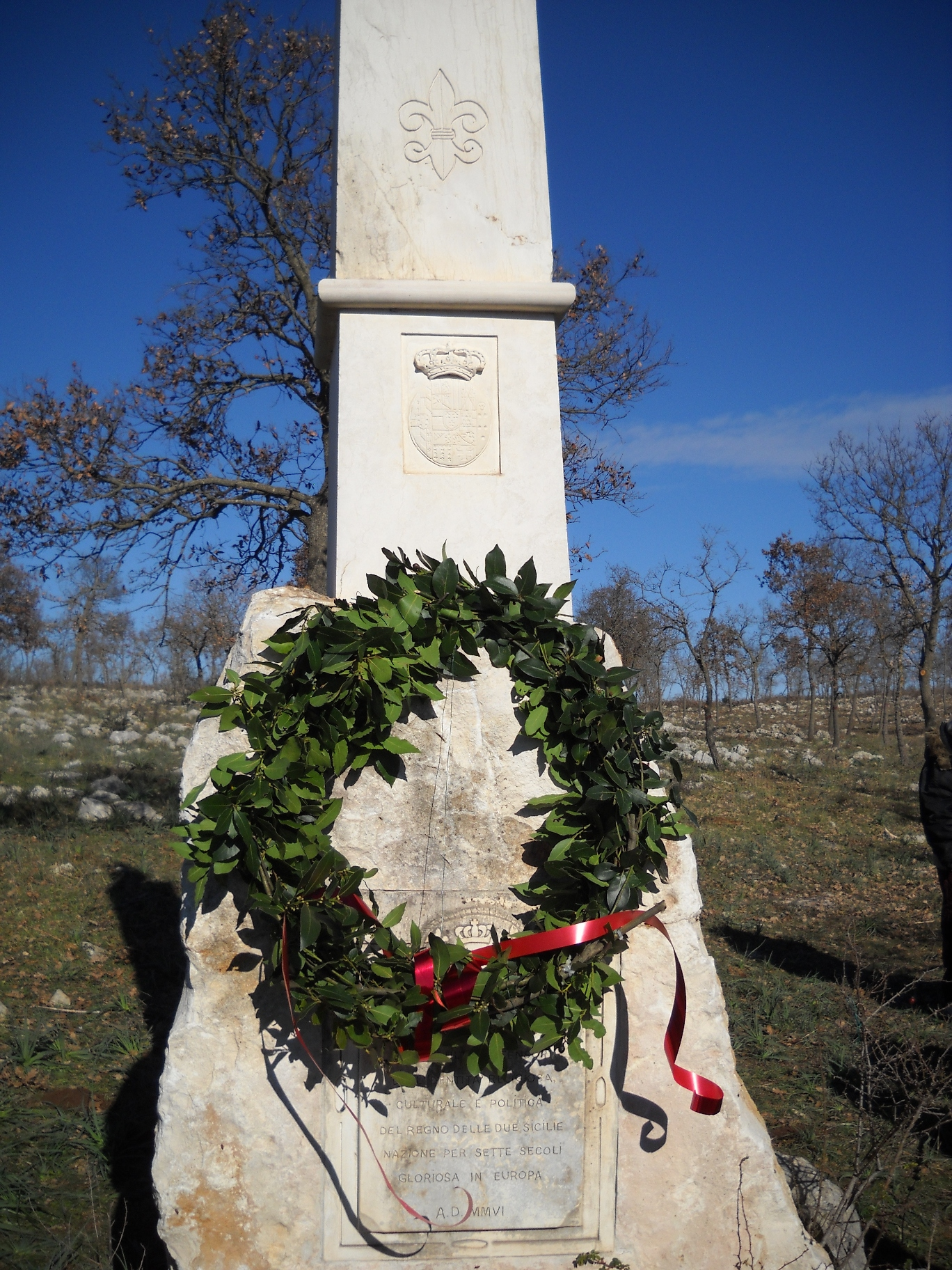
Cippo funerario nel bosco tra Gioia del Colle e Santeramo in onore del sergente Romano

Nato da Giuseppe e Anna Concetta Lorusso, semplici pastori, nel 1851, a soli 17 anni, si arruolò nell'Esercito borbonico dove raggiunse il grado di sergente divenendo "Alfiere" della Prima Compagnia del 5º Reggimento di Fanteria di linea. A seguito dell'Unità d'Italia divenne il comandante del Comitato Clandestino Borbonico di Gioia del Colle.

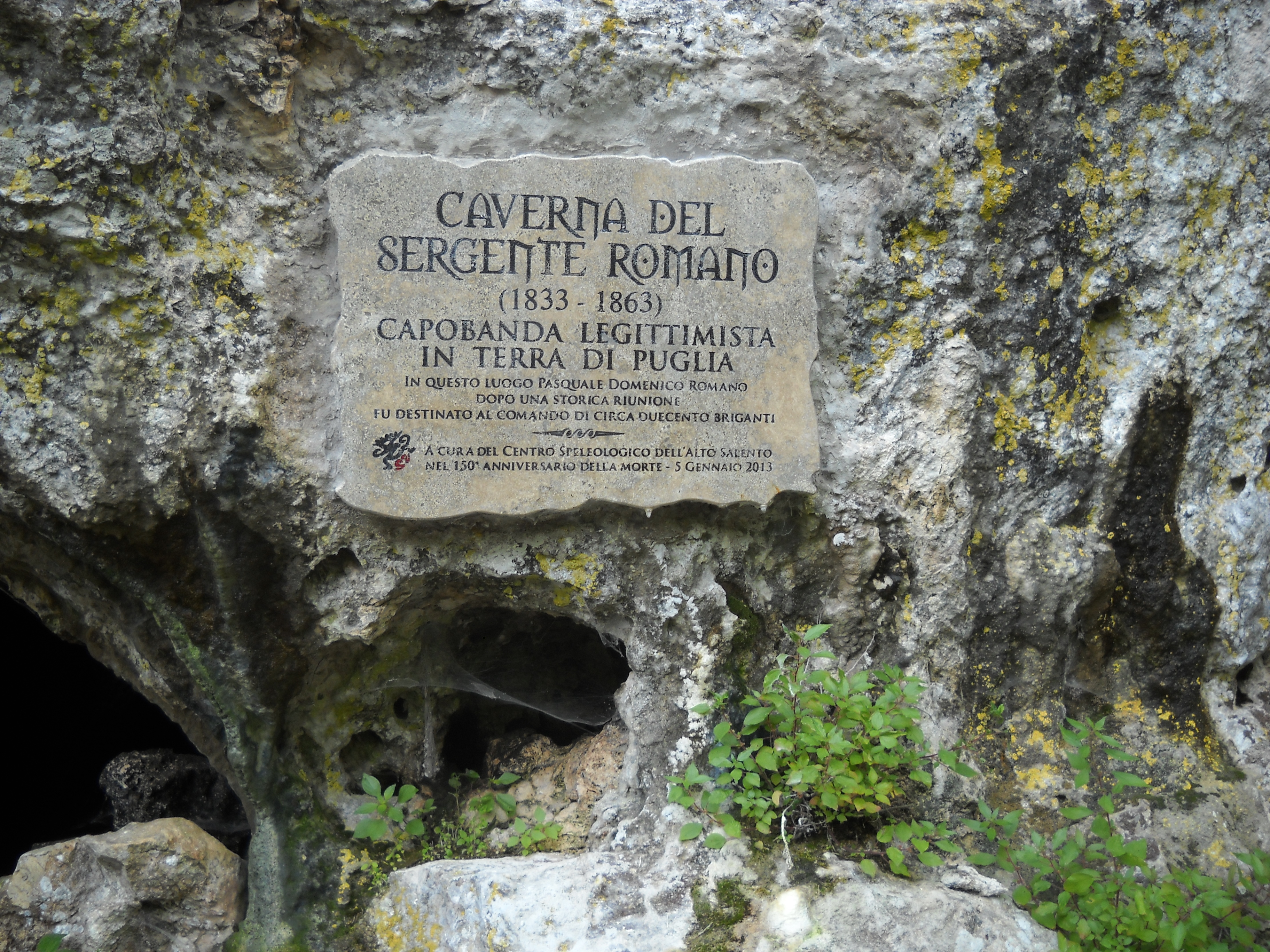
Caverna del Sergente Romano nel bosco di Martina Franca

Ben presto lasciò il comitato volendo passare subito all'azione, formando in poco tempo una squadra composta dalla maggior parte di ex-militari dell'Esercito Borbonico. Rifornitosi di armi e munizioni, il 26 luglio 1861 attaccò la guarnigione di Alberobello facendola prigioniera insieme ai militari del presidio di Cellino. A Cellino si decise di fucilare i prigionieri: il milite Vitantonio Donadeo inginocchiandosi durante la fucilazione gridò "Madonna del Carmine, aiutami!". Il fucile, puntato sulla nuca, fece cilecca e il sergente Romano risparmiò Donadeo ed altri 8 prigionieri. Due giorni dopo, il 28 luglio, attaccò Gioia del Colle mettendo in seria difficoltà la guarnigione, ma senza riuscire a prendere il controllo della città. In tale attacco, la banda Romano si macchiò di vari crimini .
Ebbe anche contatti con Carmine "Donatello" Crocco, leader dei briganti del Vulture e parteciparono, assieme, ad alcuni assalti alle truppe unitarie, come nel febbraio 1862, quando Crocco e Romano giunsero con i loro uomini nei pressi di Andria e Corato, uccidendo dei militi della Guardia Nazionale in servizio di perlustrazione e depredando alcune masserie. Romano invitò il capobrigante lucano ad un'alleanza, con l'obiettivo di conquistare Terra d'Otranto e i comuni del barese innalzando ovunque il vessillo borbonico ma Crocco, reduce dell'esito negativo dei precedenti tentativi di restaurazione tra Basilicata e Irpinia, rifiutò la proposta.
A seguito dell'uccisione della sua fidanzata, Lauretta d'Onghia, il 9 agosto ad Alberobello il sergente Romano assaltò la fattoria di Vito Angelini, ritenuto il delatore che aveva permesso la morte di Lauretta, e lo fece fucilare nell'aia. Dopo aver subito una dura sconfitta il 4 novembre 1862 presso la masseria Monaci, vicino Noci, il capobrigante divise la sua banda in piccoli gruppi più manovrabili, ispirandosi alla tattica di Crocco. Nello stesso mese, furono invasi i comuni di Carovigno ed Erchie, disperdendo la guardia nazionale e saccheggiando le abitazioni dei liberali.
Sergente Romano morì nelle campagne tra Gioia del Colle e Santeramo in Colle durante un sanguinoso scontro a fuoco con la Guardia Nazionale e i Cavalleggeri di Saluzzo il 5 gennaio 1863. Secondo una versione, circondato da forze sovrastanti, circa 200 uomini, dovette accettare battaglia e combattere con i suoi 20 compagni. Prima di morire chiese di essere ucciso come un soldato ma fu invece ammazzato a sciabolate.. Una relazione basata su testimonianze oculari e sul dettagliato rapporto del comandante il reparto di cavalleria del Regio esercito spiega invece che le forze dei militari e dei briganti erano pressoché equivalenti, circa 50 uomini a testa, e che Pasquale Romano non pronunciò nessuna frase in punto di morte. L'altra versione sulla morte è di origine orale e sorse da una deformazione leggendaria sulla sorte del capobrigante. Sul suo corpo, dopo la sua morte, furono ritrovate preghiere e il testo del seguente giuramento:
Promettiamo e giuriamo ancora di difendere gli stendardi del nostro re Francesco II a tutto sangue, e con questo di farli scrupolosamente rispettare ed osservare da tutti quei comuni i quali sono subornati dal partito liberale.
Promettiamo e giuriamo inoltre di non mai appartenere a qualsivoglia setta contro il voto unanimemente da noi giurato, anche con la pena della morte che da noi affermativamente si è stabilita.
Promettiamo e giuriamo che durante il tempo della nostra dimora sotto il comando del prelodato nostro comandante distruggere il partito dei nostri contrari i quali hanno abbracciato le bandiere tricolorate sempre abbattendole con quel zelo ed attaccamento che l'umanità dell'intiera nostra colonna ha sopra espresso, come abbiamo dimostrato e dimostreremo tuttavia sempre con le armi alla mano, e star pronto sempre a qualunque difesa per il legittimo nostro re Francesco II.
Promettiarno e giuriamo di non appartenere giammai per essere ammesso ad altre nostre colonne del nostro partito medesimo, sempre senza il permesso dell'anzidetto nostro comandante per effettuarsi un tal passaggio.
Il presente atto di giuramento si è da noi stabilito volontariamente a conoscenza dell'intera nostra colonna tutta e per vedersi più abbattuta la nostra santa Chiesa cattolica romana, della difesa del sommo pontefice e del legittimo nostro re.
Così abbracciare tosto qualunque morte per quanto sopra si è stabilito col presente atto di giuramento»

## Curiosità
- Trovato morto, la gente di Gioia del Colle non voleva credere alla sua uccisione. Una leggenda popolare, infatti, raccontava che il corpo non fosse il suo, essendo il sergente Romano per il popolo immortale grazie ad una medaglietta che aveva ricevuto in dono da Pio IX.[11]
- Anche suo fratello, Vito Romano, partecipò alle azioni di banditismo.
- Luogotenente della banda di Romano divenne Carlo Antonio Gastaldi, un soldato sabaudo originario di Biella che aveva disertato per unirsi ai briganti borbonici[12].
- Il 24 aprile 2010 gli è stata dedicata una strada a Villa Castelli.
- L'anniversario della sua morte viene ricordato ogni anno presso il luogo dello scontro[13]
- A Salerno esiste un hotel intitolato ai Briganti ed in particolare al Sergente Romano, Quattro Briganti.